# Bosa (Bogotá)
Bosa ist der 7. Stadtbezirk (localidad) im südwestlichen Zipfel der kolumbianischen Hauptstadt Bogotá. Mit einer Fläche von 2.393 Hektaren, was 2,87 Prozent der Fläche Bogotás entspricht, ist es ein mittelgroßer Stadtbezirk in dem Ende 2016 508.828 Menschen wohnten.

## Geschichte
Bosa wird als die zweitgrößte Chibcha-Population nach Bacatá (Bogotá) betrachtet, ein Gebiet das von dem Kaziken Techotiva regiert wurde. Die ehemalige Stadt befindet sich auf dem Gelände eines ehemaligen indigenen Dorfes und erhielt seinen Namen von dem Chibcha-Wort „Eingezäunte Wache“ und „Verteidigt das Getreide“. Es kann auch als „Zweiter Tag der Woche“ verstanden werden.
Nach der Ankunft der Spanier soll in Bosa im Jahr 1538 der berühmte Konquistadoren-Gipfel mit Gonzalo Jiménez de Quesada und Nikolaus Federmann, der aus Venezuela kam, sowie mit Sebastián de Belalcázar, der aus Peru kam, und mit einem Friedensvertrag endete. Bezeugt wird dieses berühmte Treffen heute noch mit dem Denkmal gegenüber der „Iglesia San Bernardino de Bosa“, das im Jahr 1618 gebaut und kürzlich als Nationaldenkmal auserwählt wurde. Im Viertel San Bernardino von Bosa gibt es heute noch direkte Nachkommen der Gruppen die dieses Gebiet ursprünglich bewohnten; sie tragen immer noch die indigenen Nachnamen Neuta, Chiguasuque, Tunjo, Orobajo, Buenhombre und Fitata.

## Statistik
In der Kriminalstatistik von Verbrechen mit sozialen Auswirkungen der Metropolregion Bogotá ist Bosa an vierter Stelle. Dies zeigte eine Untersuchung aus dem Jahre 2015 des Dirección de Planeación Proyectos Estratégicos – Subdirección Análisis Sectorial, Poblacional y Local. Dabei spielen der Kindesmissbrauch, Sexualdelikte, häusliche Gewalt durch Partner (ohne Sumapaz) eine Rolle. Im Jahr 2015 lag Bosa an dritter Stelle der Orte mit der höchsten Zahl von Mordfällen in Bogotá mit 20,9 Prozent auf 100.000 Einwohner. In ähnlicher Weise ist es mit der Sicherheit in den öffentlichen Parks, wo vielfach Drogenkonsum, Schlägereien und Ladendiebstähle vorkommen. Bei Aktivitäten in der Kunst und bei der Erholung steht Bosa überdurchschnittlich gut da. Es gibt insgesamt 634 Unternehmen. Das entspricht einem Schnitt von 2,4 %, gemessen mit den übrigen Bezirken im Großraum Bogotá mit nur 1,9 %.